# Joseph Kreps
Dom Joseph-Marie-Emmanuel Kreps est un moine bénédictin et organologue belge né le 23 mai 1886 à Anvers et mort le 13 juillet 1965 à Louvain.
Après des études gréco-latines au collège Saint-Jean Berchmans de sa ville natale, il entre en 1903 au petit séminaire de Malines pour y suivre les cours de philosophie.
Entre 1911 et 1914, il étudie l'orgue et l'harmonie auprès de Joseph Jongen.
Organiste de l'abbaye du Mont-César à Louvain. Il y remplace aussi Lambert Beauduin au bureau liturgique.

## Œuvres
- La Bataille des cloches